# هی‌یونگ
کیم یونگ-کیون (کره‌ای: 김영균؛ زادۀ ۱۱ مه ۱۹۹۹) همچنین با نام هنری هی‌یونگ (کره‌ای: 휘영) شناخته می‌شود، رپر، خواننده، رقصنده و بازیگر اهل کره جنوبی است. او رپر اصلی گروه پسرانۀ اس‌اف۹ است.او اولین‌بار در مجموعه اینترنتی روی قلبت کلیک کن (۲۰۱۶) و در مجموعه تلویزیونی این عشق بود؟ (۲۰۲۰) با بقیه اعضای اس‌اف۹ حضور افتخاری پیدا کرد. او در مجموعه تلویزیونی تقلید (۲۰۲۱) عضوی از گروه پسرانۀ شاکس بود. او همچنین در مجموعه‌های اینترنتی، دوک گو-بین در حال بروزرسانی است (۲۰۲۰)، شاهزاده پری دریایی:  آغاز (۲۰۲۰)، بازپخش: لحظه‌ای که شروع می‌شود (۲۰۲۱) و معجزه (۲۰۲۲) بازی کرده است. در سال ۲۰۲۳، در مجموعه تلویزیونی دلال ازدواج بازی کرد.
در ۲۰ ژوئن ۲۰۲۴، او اولین آلبوم تک‌آهنگ خود را با نام «ماهی مسافر» منتشر کرد.